# The Invaluable Darkness
The Invaluable Darkness – album DVD norweskiej grupy muzycznej Dimmu Borgir. Wydawnictwo ukazało się 2 października 2008 roku nakładem wytwórni muzycznej Nuclear Blast. Album dotarł do 28. miejsca fińskiej listy sprzedaży.
Na pierwszej płycie DVD zostały opublikowane fragmenty koncertów zarejestrowanych w Oslo, Londynie i Berlinie podczas trasy koncertowej Invaluable Darkness Tour w 2007 roku. Na drugiej płycie DVD znalazł się występ norwegów zarejestrowany również w 2007 roku na festiwalu Wacken Open Air w Niemczech. Z kolei na dodatkowej płycie CD znalazł się koncert nagrany w ramach P3 Session w NRK Studio w Oslo w Norwegii.

## Muzycy
- Stian "Shagrath" Thoresen - wokal prowadzący
- Øyvind Johan "Mustis" Mustaparta - instrumenty klawiszowe
- Sven "Silenoz" Atle Kopperud - gitara rytmiczna
- Thomas Rune "Galder" Andersen Orre - gitara prowadząca
- Simen "ICS Vortex" Hestnæs - gitara basowa, wokal
- Tony Laureano - perkusja

## Lista utworów
Opracowano na podstawie materiału źródłowego.
| DVD 1 |
| --- |
| Sentrum Scene, Oslo, Norwegia, 6 listopada 2007 1. "Introduction" 2. "Progenies of the Great Apocalypse" 3. "The Serpentine Offering" 4. "The Chosen Legacy" 5. "Spellbound (By The Devil)" 6. "Sorgens Kammer Del II" 7. "The Insight And The Catharsis" 8. "Raabjørn Speiler Draugheimens Skodde" 9. "The Sacrilegious Scorn" 10. "Mourning Palace" 11. "The Fallen Arises" Columbiahalle, Berlin, Niemcy, 21 października 2007 1. "The Sinister Awakening" 2. "A Succubus In Rapture" 3. "Fear & Wonder" 4. "Blessings Upon the Throne of Tyranny" The Forum, London, Wielka Brytania, 28 września 2007 1. "Vredesbyrd" 2. "Puritania" Dodatki 1. "Behind-The-Scenes Footage" 2. "Special Feature" |

| DVD 2 |
| --- |
| Wacken Open Air, Niemcy, Black Metal Stage, 2 sierpnia 2007 1. "Introduction" 2. "Progenies of the Great Apocalypse" 3. "Vredesbyrd" 4. "Cataclysm Children" 5. "Kings Of The Carnival Creation" 6. "Sorgens Kammer Del II" 7. "Indoctrination" 8. "A Succubus In Rapture" 9. "The Serpentine Offering" 10. "The Chosen Legacy" 11. "The Insight And The Catharsis" 12. "Spellbound (By The Devil)" 13. "Mourning Palace" 14. "The Fallen Arises" P3 Session, NRK Studio 19, Oslo, Norwegia, 18 września 2007 1. "The Serpentine Offering" 2. "Spellbound (By The Devil)" 3. "Mourning Palace" III. Video Gallery 1. "Progenies of the Great Apocalypse" 2. "Vredesbyrd" 3. "Sorgens Kammer Del II" 4. "The Serpentine Offering" 5. "The Sacrilegious Scorn" 6. "The Chosen Legacy" Inne 1. "Gold Awards Oslo" 2. "Image Gallery" |

| Bonus Audio CD |
| --- |
| P3 Session, NRK Studio 19, Oslo, Norwegia, 18 września 2007 1. "Introduction" 2. "Progenies of the Great Apocalypse" 3. "Vredesbyrd" 4. "Sorgens Kammer Del II" 5. "Indoctrination" 6. "A Succubus In Rapture" 7. "The Serpentine Offering" 8. "The Chosen Legacy" 9. "The Insight And The Catharsis" 10. "Spellbound (By The Devil)" 11. "Mourning Palace" 12. "The Fallen Arises" |